# Live at River Plate
Live at River Plate — третий концертный альбом австралийской хард-рок-группы AC/DC, выпущенный 19 ноября 2012 на лейбле Columbia.

## Об альбоме
Альбом был записан во время мирового турне AC/DC Black Ice World Tour 4 декабря 2009 года на стадионе «Монументаль де Нуньес» в Буэнос-Айресе. Видеозапись с того же концерта была ранее официально выпущена в мае 2011 года на DVD и Blu-ray под таким же названием Live at River Plate.
В ходе рекламной кампании позиционировался как первый концертный альбом за 20 лет, прошедших с момента выхода предыдущего.
Диск получил различную критику, от смешанных до положительных отзывов. Так Стивен Томас Эрлевайн из AllMusic заявил, что несмотря на то, что голос «Брайана Джонсона немного подсел», его коллеги «братья Янг, Клифф Уильямс и Фил Радд остаются такими же твёрдыми, как каменная глыба». Новые песни, такие как «Rock ’N Roll Train», по мнению Эрлевайна, идеально сочетаются с более ранними работами AC/DC, которые эта группа продолжает играть. Он похвалил группу в целом за то, что она способна выдать на гора «большую дозу тяжёлого рок-н-ролла» даже после десятилетий выступлений. Пол Эллиотт в своей рецензии для Classic Rock дал ему следующую характеристику: «отличный концертный альбом с зажигательной атмосферой и отлично продуманным сет-листом», но посетовал, что если бы пластинка вышла раньше DVD, резонанс был бы куда больше. В итоге, в своём рейтинге дискографии австралийского коллектива Classic Rock поместил Live at River Plate ниже других концертных дисков AC/DC, хотя и дал позитивную оценку, и разместил AC/DC Live всего на строку выше.

## Коммерческие показатели
Выход Live at River Plate в конце ноября 2012 года в Великобритании сопровождался переизданием всех альбомов группы на iTunes. Это привело к тому, что в первую неделю декабря 2012 года чарт рок-и метал-синглов наполнился лучшими композициями из репертуара ансамбля. В Top 40 вошло сразу 16 треков австралийцев, а все 10 верхних мест рейтинга были заняты ими: «Back in Black», «Highway to Hell», «You Shook Me All Night Long», «Thunderstruck», «Whole Lotta Rosie», «Shoot to Thrill», «Hells Bells», «It’s a Long Way to the Top», «For Those About to Rock We Salute You», и «T.N.T.» (указаны в порядке с 1 по 10 место). Следует понимать, что несколько песен в чарте были фактически студийными версиями.
Сам альбом посетил хит-парады множества стран, снискав наибольший успех на европейском континенте, где смог продержаться в чартах отдельных стран от четырёх месяцев до полугода. В испанском рейтинге он пробыл целый год, а выше всего он поднялся в Германии (второе место).

## Список композиций
Слова и музыка всех песен — написаны написаны Ангусом Янгом, Малькольмом Янгом и Боном Скоттом, если не указано иное.
| №   | Название                       | Автор(ы)                                 | Оригинальный альбом (год)          | Длительность |
| --- | ------------------------------ | ---------------------------------------- | ---------------------------------- | ------------ |
| 1.  | «Rock ’N Roll Train»           | Ангус Янг, Малькольм Янг                 | Black Ice (2009)                   | 4:41         |
| 2.  | «Hell Ain’t a Bad Place to Be» |                                          | Let There Be Rock (1977)           | 4:27         |
| 3.  | «Back in Black»                | Ангус Янг, Малькольм Янг, Брайан Джонсон | Back in Black (1980)               | 4:14         |
| 4.  | «Big Jack»                     | Ангус Янг, Малькольм Янг                 | Black Ice (2009)                   | 4:07         |
| 5.  | «Dirty Deeds Done Dirt Cheap»  |                                          | Dirty Deeds Done Dirt Cheap (1976) | 4:58         |
| 6.  | «Shot Down in Flames»          |                                          | Highway to Hell (1979)             | 3:47         |
| 7.  | «Thunderstruck»                | Ангус Янг, Малькольм Янг                 | The Razor’s Edge (1990)            | 5:32         |
| 8.  | «Black Ice»                    | Ангус Янг, Малькольм Янг                 | Black Ice (2009)                   | 3:43         |
| 9.  | «The Jack»                     |                                          | T.N.T. (1975)                      | 10:11        |
| 10. | «Hells Bells»                  | Ангус Янг, Малькольм Янг, Брайан Джонсон | Back in Black (1980)               | 5:37         |

| №                   | Название                                | Автор(ы)                                 | Оригинальный альбом (год)                      | Длительность |
| ------------------- | --------------------------------------- | ---------------------------------------- | ---------------------------------------------- | ------------ |
| 1.                  | «Shoot to Thrill»                       | Ангус Янг, Малькольм Янг, Брайан Джонсон | Back in Black (1980)                           | 5:55         |
| 2.                  | «War Machine»                           | Ангус Янг, Малькольм Янг                 | Black Ice (2009)                               | 3:39         |
| 3.                  | «Dog Eat Dog»                           |                                          | Let There Be Rock (1977)                       | 4:27         |
| 4.                  | «You Shook Me All Night Long»           | Ангус Янг, Малькольм Янг, Брайан Джонсон | Back in Black (1980)                           | 4:01         |
| 5.                  | «T.N.T.»                                |                                          | T.N.T. (1975)                                  | 3:57         |
| 6.                  | «Whole Lotta Rosie»                     |                                          | Let There Be Rock (1977)                       | 5:57         |
| 7.                  | «Let There Be Rock»                     |                                          | Let There Be Rock (1977)                       | 18:05        |
| 8.                  | «Highway to Hell»                       |                                          | Highway to Hell (1979)                         | 4:43         |
| 9.                  | «For Those About to Rock We Salute You» | Ангус Янг, Малькольм Янг, Брайан Джонсон | For Those About to Rock (We Salute You) (1981) | 7:44         |
| Общая длительность: | Общая длительность:                     | Общая длительность:                      | Общая длительность:                            | 110:36       |

## Участники записи
Приведены по сведениям баз данных Discogs и AllMusic.

| : - Брайан Джонсон — вокал - Ангус Янг — соло-гитара, бэк-вокал на «T.N.T.» и «Dirty Deeds Done Dirt Cheap» - Малькольм Янг — ритм-гитара, бэк-вокал - Клифф Уильямс — бас-гитара, бэк-вокал - Фил Радд — ударные | Технический персонал: - Майкл Фрейзер — звукорежиссёр, сведе́ние - Брэд Солтер — ассистент по сведе́нию - Райан Смит — инженер мастеринга - Джош Чеус — арт-директор, художественное оформление - Мишель Холм — арт-директор, художественное оформление - Си Тейлор Кротерс — фотографии |

## Позиции в хит-парадах
Еженедельные чарты:
| Чарт (2012)                          | Высшая позиция | Пребывание в чарте |
| ------------------------------------ | -------------- | ------------------ |
| Австралия (ARIA)                     | 11             | 7 недель           |
| Австрия (Ö3 Austria)                 | 3              | 16 недель          |
| Аргентина (CAPIF)                    | 7              | нет данных         |
| Бельгия/Валлония (Ultratop)          | 17             | 35 недель          |
| Бельгия/Фландрия (Ultratop)          | 11             | 35 недель          |
| Великобритания (UK Albums Chart)     | 14             | 6 недель           |
| Венгрия (MAHASZ)                     | 20             | нет данных         |
| Германия (Offizielle Top 100)        | 2              | 23 недели          |
| Греция (IFPI)                        | 64             | нет данных         |
| Дания (Hitlisten)                    | 8              | 11 недель          |
| Ирландия (IRMA)                      | 23             | нет данных         |
| Испания (PROMUSICAE)                 | 12             | 54 недели          |
| Италия (Classifica album)            | 18             | 20 недель          |
| Канада (Billboard Canadian Albums)   | 16             | 1 неделя           |
| Нидерланды (Album Top 100)           | 30             | 8 недель           |
| Новая Зеландия (RMNZ)                | 23             | 3 недели           |
| Норвегия (VG-lista)                  | 6              | 12 недель          |
| Польша (ZPAV)                        | 38             | нет данных         |
| Португалия (AFP)                     | 23             | 5 недель           |
| США (Billboard 200)                  | 66             | 5 недель           |
| США (Billboard Top Hard Rock Albums) | 5              | 13 недель          |
| США (Billboard Top Rock Albums)      | 17             | 5 недель           |
| Финляндия (Suomen virallinen lista)  | 42             | 2 недели           |
| Франция (SNEP)                       | 13             | 22 недели          |
| Швеция (Sverigetopplistan)           | 13             | 18 недель          |
| Швейцария (Schweizer Hitparade)      | 4              | 21 неделя          |
| Шотландия (Scottish Albums Chart)    | 10             | нет данных         |

Годовые чарты:

| Чарт (2012)                | Позиция |
| -------------------------- | ------- |
| Австралия (ARIA)           | 81      |
| Австрия (Ö3 Austria)       | 45      |
| Франция (SNEP)             | 95      |
| Швеция (Sverigetopplistan) | 89      |

| Чарт (2013)                 | Позиция |
| --------------------------- | ------- |
| Бельгия/Валлония (Ultratop) | 191     |
| Бельгия/Фландрия (Ultratop) | 149     |
| Испания (PROMUSICAE)        | 47      |

| Чарт (2010—2019)             | Позиция |
| ---------------------------- | ------- |
| Германия (Offizielle Charts) | 42      |

## Сертификации
| Регион | Сертификация | Продажи  |
| --- | ------------ | -------- |
| Австралия (ARIA) | Золотой      | 35 000^  |
| Австрия (IFPI Austria) | Золотой      | 10 000*  |
| Великобритания (BPI) | Золотой      | 100 000* |
| Германия (BVMI) | Золотой      | 100 000^ |
| Дания (IFPI Danmark) | Золотой      | 10 000   |
| Италия (FIMI) | Золотой      | 25 000*  |
| Испания (PROMUSICAE) | Золотой      | 20 000^  |
| Португалия (AFP) | Золотой      | 7500^    |
| Франция (SNEP) | Золотой      | 50 000*  |
| * Данные о продажах приведены только на основе сертификации. · ^ Данные о тиражах приведены только на основе сертификации. · Данные о продажах + прослушиваниях приведены только на основе сертификации. |              |          |

## Комментарии
1. ↑  По состоянию на январь 2023 года на сайте официального немецкого хит-парада смешаны показатели двух релизов концерта в Буэнос-Айресе: видеоальбома 2011 года и концертника 2012 года. Указаны высшая позиция и продолжительность присутствия релиза в хит-параде за 2012 год.